# WxWidgets

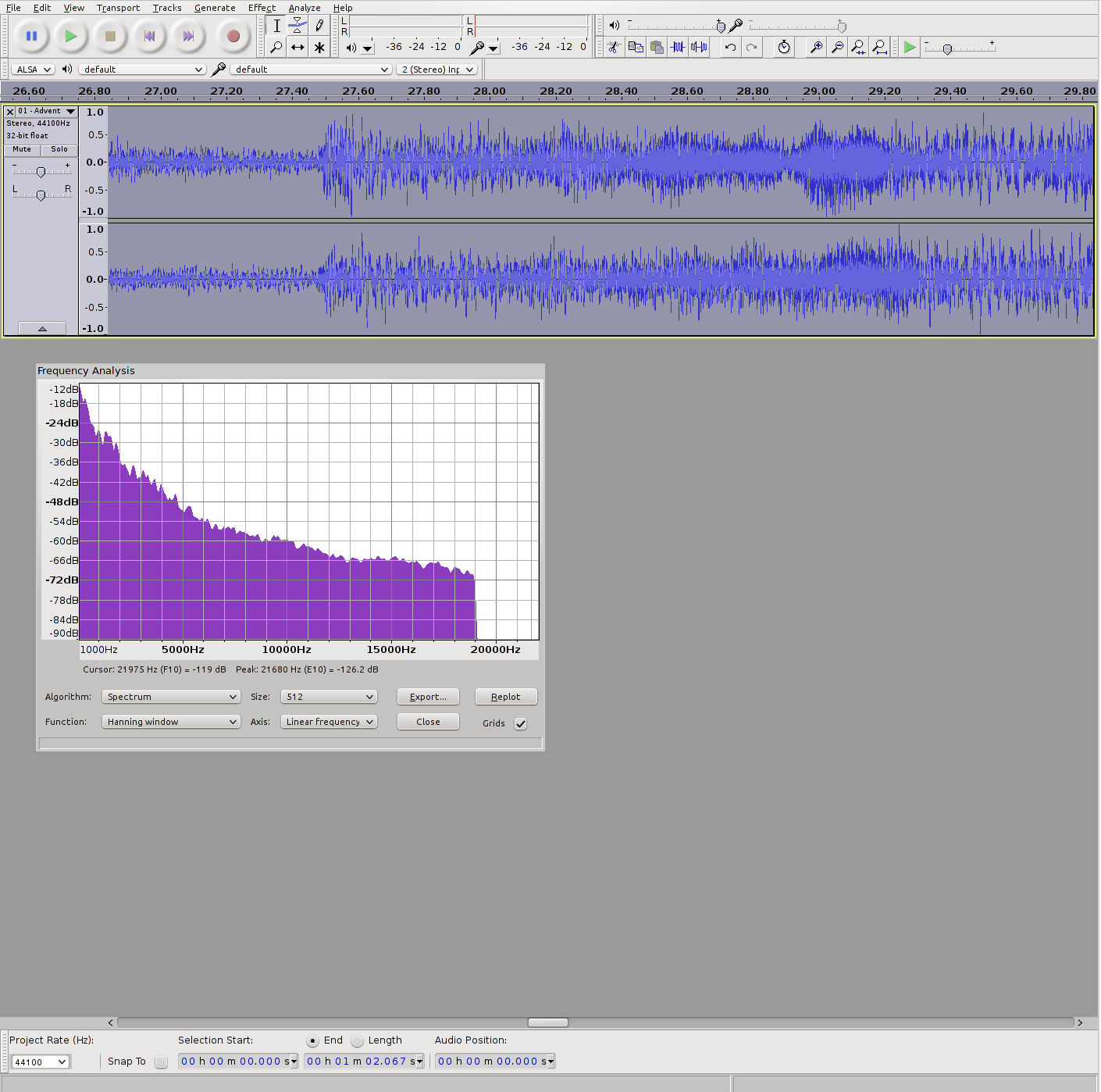
Die grafische Benutzeroberfläche von Audacity ist mittels wxWidgets realisiert

wxWidgets (ehemals wxWindows) ist ein quelloffenes GUI-Toolkit zur Entwicklung grafischer Benutzeroberflächen. Es wird in der Programmiersprache C++ entwickelt und unter einer modifizierten LGPL lizenziert, die auch das Verbreiten von abgeleiteten Werken unter eigenen Bedingungen erlaubt.
Obwohl wxWidgets in C++ implementiert ist, existieren Anbindungen für eine Vielzahl weiterer Programmiersprachen. Durch seine Plattformunabhängigkeit ermöglicht wxWidgets, den GUI-spezifischen Code eines Programms bei keiner oder nur geringer Modifikation auf verschiedensten Plattformen zu kompilieren und auszuführen.
Eine Reihe bekannter Projekte verwendet wxWidgets, darunter z. B. der Audioeditor Audacity, das Verschlüsselungsprogramm VeraCrypt, der Szenarioeditor Atlas, der FTP-Client FileZilla und die Entwicklungsumgebung Code::Blocks.

## Umfang
Die Programmierschnittstelle ermöglicht die Entwicklung von GUI-Programmen für Windows, Unix, Mac, Symbian OS, Palm OS und Windows CE. wxWidgets abstrahiert plattformabhängige Funktionen, beispielsweise die Interprozesskommunikation (IPC), und bietet zusätzliche Funktionen an, zum Beispiel eine Hashtabelle. Einige Funktionen wie zum Beispiel wxMetafile oder OLE werden für die jeweilige Plattform einzeln in wxWidgets implementiert. Für bessere Portabilität verzichtet wxWidgets auf Ausnahmen (englisch: exceptions) und Templates. Die API umfasst über 450 Klassen mit über 5000 Funktionen. Wichtigste Funktionalitäten decken folgende Bereiche ab:
- Direkte Grafikausgabe
- Plattformunabhängiges GUI-Layout (sizerlayout)
- GUI-Ressourcen (XRC) werden per XML portiert
- Online-Dokumentation (z. B. HTML, CHM)
- Unicode und Meldungskataloge
- Plattformunabhängiges Grafikformat: XPM
- Sehr leistungsstarke wxImage-Klasse
- Maschinenunabhängige Streamklasse
- C++-typische Container/Daten-Klassen
- MIME Types Manager
- OLE-Automatisierung
- Multithreading
- Konfiguration per Datei, Windows Registry oder *.ini

## Entwicklung
Im Jahr 1992 erschien die erste Ausgabe, welche für XView und MFC war.
Von 1993 bis 1995 wurden Motif, der Xt-Port und wxPython entwickelt und veröffentlicht. Von 1998 bis 2002 wurde der GTK-Port eingesetzt, der Mac-2.0-Port, der X11-Port und der OS/2-Port begonnen.
2003 wurde die wxWidgets Software Foundation gegründet, welche nach einigen Monaten wieder aufgelöst wurde. Ein Jahr später wurde wxWindows auf Bitte und durch Bezahlung von Microsoft in wxWidgets umbenannt.
Im Jahr 2005 fand die Veröffentlichung von wxWidgets 2.6.0 statt. Es löste die vorherige stabile Version 2.4.2 von Mitte 2003 ab. Ende 2006 ist die Version 2.8.0 erschienen, im September 2009 wurde die Version 2.9.0 veröffentlicht.

## Sprachanbindungen
| Sprache             | Projekt          |
| ------------------- | ---------------- |
| BASIC               | wxBasic          |
| BlitzMax            | wxMax            |
| C                   | wxC              |
| D                   | wxD              |
| Eiffel              | wxEiffel         |
| Erlang              | wxErlang         |
| Euphoria            | wxEuphoria       |
| Java                | wx4j             |
| JavaScript          | wxJS, GLUEScript |
| Haskell             | wxHaskell        |
| Hollywood           | RapaGUI          |
| Lua                 | wxLua            |
| .Net-Framework (C#) | wx.NET           |
| Perl                | wxPerl           |
| PHP                 | wxPHP            |
| Python              | wxPython         |
| Ruby                | wxRuby           |